# Айдия
Майкъл Ларсън, също известен под артистичния псевдоним Айдия (Eyedea), е известен подземен рапър и шампион на рап битки в свободен стил.
По-значимите му постижения са спечелената Blaze Battle през 2000 година, спонсорирана от HBO и победата му на Scribble Jam през 1999. Той е имал изяви и като самостоятелен изпълнител, като е бил MC в дуета Eyedea & Abilities (заедно със своя дългогодишен приятел и съдружник DJ Abilities). Римите в песните му са изцяло философски и тематични, и често изказват определено послание.

## Биография
През по-голямата част от своето детство е живял с майка си Кейти в Сейтн Пол, Минесота, където е учил в гимназия Highland Park.
Първоначално е станал известен като МС през годините 1997 – 2001. Той печели Scribble Jam (1999), Rock Steady Anniversary (2000) и Blaze Battle (2000) в Ню Йорк. Той е допринесъл със своя песен за anticon. компилацията, музика за напредването на хип-хопа. Също е бил второ МС и помощен DJ за Atmosphere. През 2001 излиза песента му First Born заедно с DJ Abilities (първоначално се наричали Шестото чувство, но сега са известни като Eyedea & Abilities). През 2002 под литературния му псевдоним Оливър Харт, той пуска самостоятелния албум „Многото лица на Оливър Харт“. През 2004 той и Abilities се обединяват и на 23 март 2004 пускат албума „Е&А“.
Всичките песни на Eyedea се издават от Rhymesayers Entertainment. Под този лейбъл зааедно с Face Candy и Abilities, Eyedea направи турне „Кой уби роботите?“.
Той е подписал с Rhymesayers Entertainment и си е сътрудничил със Slug от подземната хип-хоп група Atmosphere, както и със Sage Francis, Aesop Rock и Blueprint.
След като Eyedea записва This is where we were заедно с Face Candy, това доведе до слухове, че той и Abilities вече не работят заедно. През август 2007, дуета опроверга тези слухове, като публикува на своя MySpace профил, че ще присъстват на Twin Cities Celebration of Hip Hop и ще изпълняват свои стари песни както и нов материал.
През декември 2007 Eyedea & Abilities правят ново турне „Апетит за разсейване“, което е единствения път, когато изпълняват музиката си под лейбъла на Crushkill Recordings.
През лятото на 2009 Eyedea & Abilities участват в хип-хоп фестивала Rock the Bells. Те участват в същия фестивал през 2004 година, когато е било последното изпълнение на Ol' dirty bastard от Wu-Tang Clan.
Eyedea е починал в съня си на 16 октомври 2010 година. Бил е намерен от майка си според приятели. Причината за смъртта е изяснена на 18 ноември същата година – прекаляване с токсични опиати според медицинския офис Ramsey County. Специфичните вещества намерени в системата на Ларсън не са разкрити пред публиката.

## Дискография
Албуми
- First Born (2001) (от Eyedea & Abilities)
- The Many Faces of Oliver Hart (2001)
- E&A (2004) (от Eyedea & Abilities)
- This is Where We Were (2006) (от Face Candy)
- The Some of All Things or: The Healing Power of Scab Picking (2007) (от Carbon Carousel)
- By The Throat (2009) (от Eyedea & Abilities)

Песни
- Pushing Buttons 12 (2000) (от Eyedea & Abilities)
- Blindly Firing 12 (2001) (от Eyedea & Abilities)
- Now (2003) (от Eyedea & Abilities)
- „Carbon Carousel Single Series #1“ (2007) (от Carbon Carousel)
- Nervous. (2007) (от Carbon Carousel)

Други
- E&A Road Mix (2003)
- The Whereabouts of Hidden Bridges от (Eyedea and Oddjobs)
- When in Rome, Kill the King (от Micheal Larsen)
- Quality Programming от Booka B
- Duluth is the Truth от Eyedea (2009)
- Even Shadows have Shadows от Eyedea